# Orconectes mississippiensis
Orconectes mississippiensis är en kräftdjursart som först beskrevs av Faxon 1884.  Orconectes mississippiensis ingår i släktet Orconectes och familjen Cambaridae. IUCN kategoriserar arten globalt som otillräckligt studerad. Inga underarter finns listade i Catalogue of Life.